# Ognisty ptak (balet)

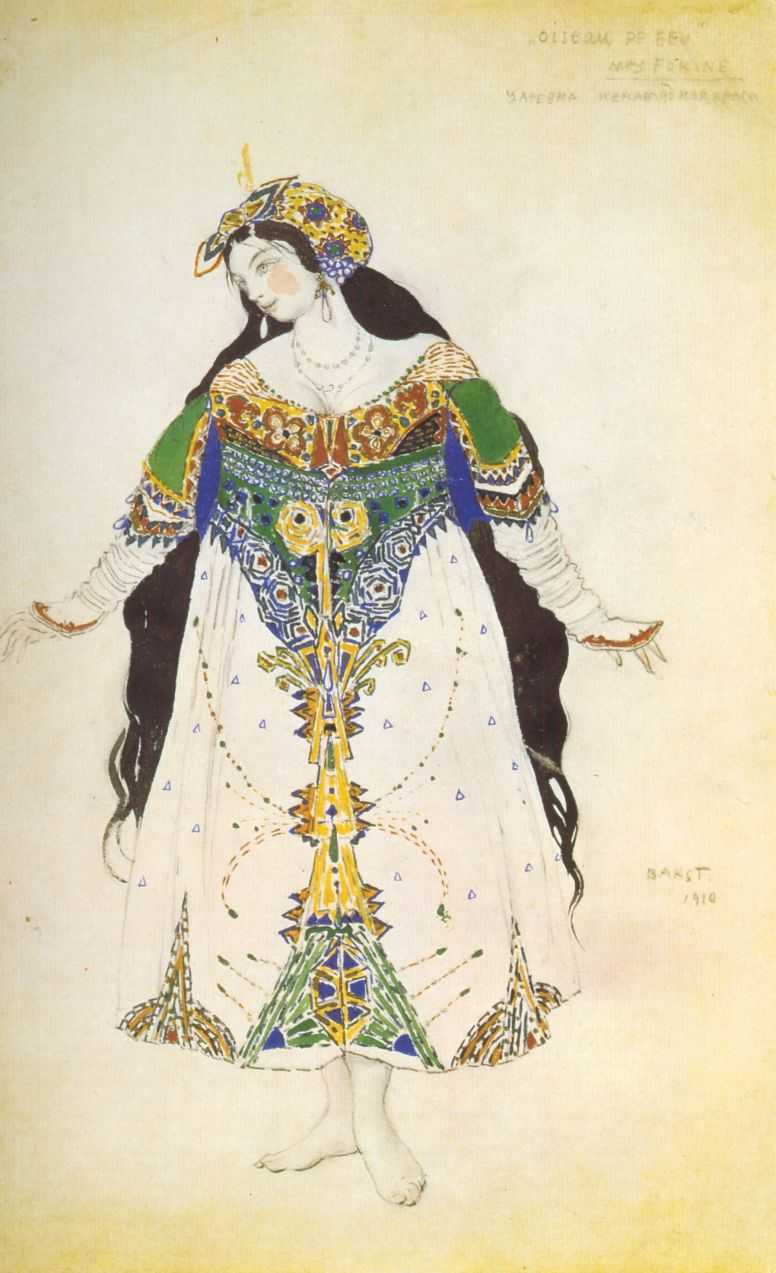
Projekt kostiumu Carówny, 1910

Ognisty ptak (Żar-Ptica, L'Oiseau de feu) – balet fantastyczny w 1 akcie, 2 obrazach. 
- Libretto: Michaił Fokin (według rosyjskich baśni ludowych);
- muzyka: Igor Strawinski;
- choreografia: Michaił Fokin;
- scenografia: Aleksander Gołowin.

Prapremiera: Paryż 25 czerwca 1910, Théâtre National de l'Opéra. Balety Rosyjskie Diagilewa.

Premiera polska: Warszawa 24 stycznia 1931, Teatr Wielki. 
W 1967 roku układ choreograficzny do Ognistego ptaka stworzył także Conrad Drzewiecki.
Osoby:
- Ognisty ptak
- Iwan Carewicz
- Carówna Olśniewającej Piękności
- Kościej Nieśmiertelny
- zaczarowane księżniczki, potwory, maszkary, błazny, strażnicy, młodzieńcy, rycerze, damy, paziowie.

## Treść
Podczas polowania w lesie na Żar-ptaka, Iwan Carewicz dociera do krainy Kościeja Nieśmiertelnego - ponurego i nieprzychylnego ludziom czarownika. Kościej jest nieśmiertelny, ponieważ swoją duszę (w podaniach ludowych było to serce) ukrył w magicznym jaju, które ukrył w specjalnej szkatule. W krainie czarownika Iwan odnajduje Żar-ptaka, którego chce zabić. Jednak magiczne zwierzę błaga go o litość, a w dowód wdzięczności oddaje Iwanowi jedno ze swoich piór. Używając go, Iwan ma wezwać Żar-ptaka gdyby był w potrzebie, a ten przybędzie i mu pomoże.
Później Iwan napotyka trzynaście zaczarowanych przez Kościeja księżniczek. W jednej z nich się zakochuje (jest to Carówna Olśniewającej Piękności). Następnego dnia Carewicz spotyka się z czarodziejem w jego pałacu i dochodzi między nimi do kłótni. Kościej nasyła na Carewicza swoich poddanych (potwory, strażników i innych). Bohater, będąc w niebezpieczeństwie, używa pióra i przyzywa Żar-ptaka. Cudowne zwierzę pomaga Iwanowi i pod jego magicznym wpływem sługi Kościeja rozpoczynają taniec, po którym zarówno Kościej jak i jego poddani zapadają w sen. Wówczas Żar-ptak zdradza Iwanowi miejsce ukrycia szkatuły z duszą Kościeja Nieśmiertelnego, którą bohater niszczy. Wówczas czary rzucone przez czarownika przestają działać – pałac znika, zaczarowane stworzenia zostają uwolnione, a księżniczki i pozostali ludzie budzą się ze snu i świętują zwycięstwo nad Kościejem.